# Хиральдо, Карла
Карла Эвелин Хиральдо Кинтеро (родилась 30 августа 1986 года в Медельине, Колумбия)- колумбийская актриса, модель и певица.

## Биография
Она дебютировала на телевидении, когда ей было 13 лет в теленовелле «Они называют меня Лолитой» где она играет юную Лолиту Ренгифо.

## Фильмография

### Теленовеллы
- 1999 — Они называют меня Лолитой — Лолита Ранхель (в детстве)
- 1999 — Франсиско-математик — Татьяна Бек
- 2000 — Бедный Пабло — Хенни Паола Герреро
- 2005 — Хрень лимпио (сериал) — Клаудия
- 2006 — Ла дива — Николь
- 2009 — Верано АН «Венеция» — Мануэла Тирадо Толедо
- 2010 — Клон — Латиффа
- 2011 — Лос-Эредерос-Дель-Монте — Росарио
- 2011 — 2012 — Предательница — Ванеса Рамирес
- 2013 — Лос-Graduados — Габриэла «Габи» Торрес
- 2014 — Нора, Ла Emprendedora — Нора

### Сериалы
- 2004 — Все загадки Дель-Маса — Валерия Эрранте
- 2008 — Тьемпо окончательной — Клаудия Герра
- 2013 — Кумбия-Ниндзя — Талита

## Дополнительная информация
Карла Хиральдо из базы данных фильмов в Интернете (на английском). https://www.imdb.com/name/nm0320601/